# American Honey
American Honey (bra: Docinho da América; prt: American Honey) é um filme de estrada de 2016, escrito e dirigido por Andrea Arnold. O filme é estrelado por Sasha Lane, Shia LaBeouf e Riley Keough. O filme segue Star (Lane), uma adolescente de uma casa problemática, que foge com uma equipe de jovens que viaja pelo Meio-Oeste estadunidense vendendo assinaturas de revistas de porta em porta. A filmagem preliminar começou em maio de 2015 com filmagens ocorrendo em vários partes dos Estados Unidos; É o primeiro filme de Arnold a ser definido e filmado fora do Reino Unido.
O filme foi selecionado para concorrer à Palma de Ouro no Festival de Cinema de Cannes de 2016, onde ganhou o Prêmio do Júri. O filme recebeu críticas positivas, com o desempenho de Lane recebendo elogios e elogios críticos, juntamente com os de LaBeouf e Keough. O filme foi lançado nos Estados Unidos em 30 de setembro de 2016, pela A24 e no Reino Unido em 14 de outubro de 2016 pela Focus Features. Para a 70º edição do BAFTA, American Honey recebeu uma indicação para Melhor Filme Britânico.
O filme foi agraciado com o Prêmio do Júri no Festival de Cannes, em 2016.

## Sinopse
Star (Sasha Lane) é uma adolescente que vive em Muskogee, Oklahoma. Ela cuida de dois filhos menores enquanto é abusada sexualmente por seu pai (Johnny Pierce II). Enquanto tenta pedir carona para casa, ela vê um carro cheio de adolescentes e faz contato visual com Jake (Shia LaBeouf), um dos garotos.
Ela os segue para um K-Mart local e devolve o telefone de Jake depois que ele cai do bolso. Ele a beija na bochecha e diz a ela para ir com ele para Kansas City, onde ele lhe oferecerá um emprego. Star declina, mas Jake, no entanto, diz a ela para encontrá-los no estacionamento do Motel 6 local.
Star muda de ideia. Embalando seus pertences, ela leva as crianças que cuida para o clube onde sua mãe (Chasity Hunsaker) dança, dizendo que é sua vez de cuidar delas. Embora a mãe se recuse, Star foge do clube e dorme do lado de fora da van dos estranhos até a manhã seguinte.
Jake está feliz por ela ter vindo. Ela é entrevistada por Krystal, que dirige toda a equipe, e que a contrata depois que ela estabelece que Star tem 18 anos, ninguém sentirá falta dela, e que Star promete trabalhar duro.
No carro a caminho do Kansas, Star conhece os outros membros da equipe, incluindo Pagan (Arielle Holmes), que é obcecada por Star Wars.
A equipe se divide em grupos de dois para vender revistas de porta em porta. Desde que Star é nova, ela está emparelhada com Jake, o veterano do grupo. Star acha difícil vender como Jake mente para um cliente em potencial (Laura Kirk) para fazer vendas. Ela também distrai Jake por flertar e eventualmente beijá-lo.
Krystal chama Star e diz a ela que Jake postou suas vendas mais baixas de todas. No dia seguinte, irritada por Jake, Star promete superá-lo. Ela é pega por três estranhos em chapéus de caubói que se oferecem para ajudá-la, pensando que ela está sendo assediada por Jake. Eles a levam para sua casa e se oferecem para comprar várias revistas se ela beber o verme no fundo de uma garrafa de mezcal. Star faz e faz a venda. Jake, no entanto, temendo o pior, chega e ameaça os homens com uma arma antes de roubar seu carro. Inicialmente irritada com Jake, Star é mais tarde tocada que ele veio para encontrá-la e os dois fazem sexo. Quando eles retornam ao hotel para a noite, Jake diz a ela para não mencionar o relacionamento deles, e então dá o dinheiro que Star ganhou para Krystal.
Por um tempo as coisas entre Jake e Star estão tensas, e Krystal ameaça deixá-la do lado da estrada se ela continuar causando problemas. A equipe acaba morando temporariamente em uma casa decadente, e Jake e Star renovam seu relacionamento. Ela pergunta a ele quais são seus sonhos, e ele mostra a ela seu estoque particular de dinheiro e ouro, itens que ele roubou das casas que ele visita, que ele pretende usar para comprar uma casa.
Krystal joga as meninas para fora onde os trabalhadores do petróleo estão prestes a ir trabalhar de manhã. Star sobe na traseira de seu caminhão e tenta vender-lhes revistas, mas um dos trabalhadores do petróleo diz que ele vai pagar-lhe quinhentos dólares para ir a um encontro com ele. Star pede mil e se prostitui pelo dinheiro. Depois que o homem a deixa, ela o ouve sendo atacado. Pouco depois, um Jake ensanguentado pergunta se ela foi ferida pelo homem e depois pergunta se ela dormiu com ele. Star finalmente admite o que aconteceu, fazendo com que Jake fique com raiva, quebrando os pertences da casa antes de fugir.
Na manhã seguinte, a equipe entra no carro e há uma nova garota lá, enquanto Jake está desaparecido. Krystal chama Star para seu quarto e a informa que deixou Jake foi embora e que ela pagou a ele por cada garota que ele recrutou e que ele dormiu com todas elas. Mais tarde, Krystal os leva para uma área pobre em Rapid City, Dakota do Sul, para vender revistas. Star entra em uma casa e conhece várias crianças afáveis cuja mãe está drogada. Como a própria mãe de Star morreu de metanfetamina, ela se sente solidária com eles e sai para comprar mantimentos. Na picape daquele dia, Jake está na van e Star fica confusa quanto a ficar feliz em vê-lo ou não.
Naquela noite, a equipe acendem uma fogueira e comemoram. Dançando ao redor do fogo e Star é puxada para o lado por Jake que, em particular, que lhe entrega uma tartaruga. Star leva para a borda da água e a libera antes de seguir a tartaruga na água. Ela mergulha completamente antes de sair da água.

## Elenco
- Sasha Lane como Star
- Shia LaBeouf como Jake
- Arielle Holmes como Pagan
- Riley Keough como Krystal
- McCaul Lombardi como Corey
- Crystal B. Ice como Katness
- Chad McKenzie Cox como Billy
- Garry Howell como Austin
- Kenneth Kory Tucker como Sean
- Raymond Coalson como JJ
- Isaiah Stone como Kalium
- Dakota Powers como Runt
- Shawna Rae Moseley como Shunta
- Christopher David Wright como Riley
- Verronikah Ezell como QT
- Will Patton como Cowboy
- Bruce Gregory como motorista de caminhão de gado
- Johnny Pierce II como Nathan
- Laura Kirk como Laura
- Summer Hunsaker como Kelsey
- Brody Hunsaker como Rubin
- Chasity Hunsaker como Misty

## Produção

### Desenvolvimento
Arnold se inspirou em vidas de jovens americanos em "equipes de revistas" que viajam pelos Estados Unidos vendendo assinaturas de revistas, uma ocupação que causou polêmica nos Estados Unidos. Em pesquisa para o filme, Arnold embarcou em uma viagem da Califórnia para Miami, na Flórida. No final de 2013, Arnold foi a cineasta residente no New York Film Festival. Durante esse período, ela trabalhou no segundo rascunho do roteiro e aproveitou a oportunidade para se reunir com potenciais diretores de elenco.
Em 2014, os produtores do filme e o novo título, American Honey, foram anunciados. Em março de 2015, o elenco ocorreu em Oklahoma, em preparação para um ensaio de verão.

### Elenco
Arnold buscou por um "elenco de rua", pesquisando praias, ruas e se aproximando de adolescentes bêbados. Arnold descobriu Sasha Lane enquanto ela estava no feriado de primavera com suas amigas; Lane decidiu fazer um teste para o filme e foi escalada para o papel principal. O restante do elenco foi encontrado em estacionamentos, canteiros de obras, ruas e feiras estaduais.
Em abril de 2015, Shia LaBeouf foi escalado em um papel não especificado. No início de junho, foi relatado que Arielle Holmes se juntou ao elenco.

### Filmagem
Em maio de 2015, as filmagens foram relatadas em Muskogee, Okmulgee e Norman, Oklahoma. No final de maio de 2015, a produção foi relatada em Mission Hills, Kansas e áreas de Kansas City, Missouri. e a polícia de Missouri Valley, Iowa, relataram que o filme havia sido filmado recentemente em sua cidade. Em 9 de junho, a produção estava ocorrendo em Omaha, Nebraska e Grand Island, Nebraska. Em 24 de junho, LaBeouf foi hospitalizado após ser ferido no set durante as filmagens em Williston, Dakota do Norte. As filmagens foram encerradas em 5 de julho de 2015. O filme foi rodado durante 56 dias, em vários estados dos Estados Unidos.